# Marisa Kirisame
Marisa Kirisame (霧雨 魔理沙 Kirisame Marisa?) es una bruja y segunda protagonista de la serie Touhou Project junto con Reimu Hakurei, apareciendo en casi todos los videojuegos de la serie y siendo el ícono del archivo ejecutable en la mayoría de los juegos de Touhou desarrollados para Windows. ZUN afirma que es el personaje más importante después de Reimu.

## Información personal
Es una chica que sonríe la mayoría del tiempo, aunque muchas veces mientras molesta a los demás. Es muy segura de sí misma y al perder no suele reconocer la derrota o simplemente busca cambiar de tema. Dado que su amiga Reimu es más poderosa que ella, Marisa entrena por cuenta propia para poder superarla.
Gusta de robar objetos y coleccionarlos en su casa, se ha visto visitando la Mansión Scarlet Devil solamente para eso. Aunque se esfuerza en conseguir lo que quiere, tiene una actitud desinteresada hacia los demás, incluso grosera, generalmente terminando las frases con ze (ぜ Partícula de exclamación usada por hombres, considerada de mala educación?). En su cuarto tiene un gran desorden por la gran cantidad de cosas robadas, indicando que hace años que no había ordenado.

El hakkero con el Pa Kua impreso se ha vuelto representativo de Marisa en trabajos hechos por los fans.

Posee una tienda mágica en su propia casa, en el Bosque Mágico de Gensokyo. No se ha indicado si en ese sitio vende sus objetos robados o no. Es amiga de Alice Margatroid, una maga que también habita en el Bosque Mágico. Cerca del Bosque Mágico, en una tienda propia, vive Rinnosuke Morichika, un amigo de la infancia de Marisa a quien visita frecuentemente y quien le regaló un hakkero (un horno de pequeño tamaño con forma octogonal y con el Pa Kua impreso en él), el cual ha pasado a ser representativo de Marisa en los trabajos fanes.
Marisa no solo roba objetos, sino también técnicas de ataque, como el Non-Directional Laser (láser no direccional) de Patchouli Knowledge y su ahora representativo Master Spark (chispa maestra) de Yuuka Kazami. Proyectiles verdes incendiarios que usa son originalmente los Magic Missiles de Reimu y Overall Astronomy Theme fue tomado del Orreries Sun de Mima.

## Relaciones con otros personajes
Marisa no suele ver a los enemigos como una amenaza y después de derrotarlos suele llevarse bien con ellos, aunque guste de molestarlos. Algunas relaciones más cercanas son las siguientes:
- Reimu Hakurei

La sacerdotisa es su mejor amiga y la más cercana de todas (incluso desde los juegos para PC-98), a quien visita mucho en el santuario y casi siempre se le ve al lado suyo. Ocasionalmente se enfrentan a modo de competencia, siendo los enfrentamientos que Reimu disfruta más.
- Rinnosuke Morichica,

un híbrido entre humano y yōkai que es amigo de Marisa desde la infancia de ella el cual vive cerca.
- Alice Margatroid,

una maga vecina (también vive en el Bosque Mágico) de quien se hizo amiga al descubrir que tenían los mismos deseos por superarse y conocer más la magia.
- Patchouli Knowledge,

una maga que la mayoría del tiempo permanece sola en la biblioteca de la Mansión Scarlet Devil. Dado que es anémica, Marisa intenta cuidar de ella, pero eso no afecta a sus deseos de robarle libros.
- Nitori Kawashiro

Fue su aliada en una ocasión, Nitori no es una maga por lo que no se puede decir que tienen "buena compatibilidad". Que son un mago con un celo por la investigación y un ingeniero con una sed vigorosa de conocimiento, es algo que podría decirse que es un punto en el que son parecidos a compañeras que se llevan con facilidad.
- Mima

Es un personaje de los juegos Touhou para PC-98, quien era la mentora de Marisa, siendo la única persona con quien llegó a utilizar el honorífico -sama. Mima no vuelve a ser mencionada fuera de los juegos para PC-98. 
- Familia

La familia de Marisa dirige una gran tienda de segunda mano en la Aldea Humana, llamada la "Tienda Kirisame". Como hija única, si no se casa y deja a los sucesores, no puede heredar legalmente la tienda. Marisa ha roto relaciones con su familia, y evita todo lo relacionado con ellos. Ella le dice a Rinnosuke Morichika que nunca volverá con ellos. Su relación con su familia actualmente es desconocida. 
- Satori Komeiji y Koishi Komeiji

Marisa impresionó a Koishi lo suficiente con su fuerza que le permitió venir y jugar en el Palacio de los Espíritus de la Tierra en cualquier momento. Puede decir que es una amiga de Satori para que todo el mundo la deje sola, porque todos los youkai subterráneos odian a Satori. A pesar de que Marisa y Satori tienden a ponerse la una a la otra en incomodidad a veces, Marisa espera poder ir a la clandestinidad cuando quiera.

## En elfandom
Marisa es el personaje de Touhou más popular según dos encuestas anuales. Tan popular es que en el anime Umineko no Naku Koro ni apareció Jessica como cosplay de Marisa en el capítulo 6, junto con sus amigas que están vestidas como cosplay de Alice Margatroid, Aya Shameimaru y Sakuya Izayoi —cabe destacar que en tan anime ese evento ocurre en 1984, mientras que Aya (la personaje más tardía entre las cosplay) apareció por primera vez con Touhou 9 ~ Phantasmagoria of Flower View  (東方花映塚 Tōhō Kaeizuka?), en agosto de 2005—. Algunos fanes teorizan que también es el personaje favorito de ZUN usando diversos fundamentos circunstanciales.
Los fanes suelen representarla volando con su escoba, aunque en ningún juego danmaku se la ve así; en los videojuegos de pelas vuela sobre su escoba sólo para dar ataques, pudiendo volar sin ella. El hakkero también es representado como un arma por los fanes, con el cual convoca su Master Spark; oficialmente se ha dicho que es un objeto preciado por Marisa y que lo usa normalmente como el horno que es, además de que en los juegos de peleas su Master Spark lo convoca con las manos sin ayuda de otro objeto además de la carta mágica correspondiente.
Marisa es llamada lesbiana (百合 女 yuri onna?,  mujer yuri) en algunas bromas fanes, dado que se han hecho mangas, dibujos y animaciones donde forma pareja con casi cualquier otra chica de Touhou, aunque es más común con sus amigas cercanas: Reimu, Alice o Patchouli. Ocasionalmente la muestran enamorada o manteniendo una relación romántica con Rinnosuke, por ser su amigo de la infancia. También suelen mostrarla junto con Flandre Scarlet como si fuera su hija o esta viendo a Marisa como una madre.